# لی جی ها
لی جی ها (کره‌ای: 이지하، زادهٔ ۷ اکتبر ۱۹۷۰) بازیگر و مدل اهل کره جنوبی است. او بیشتر به خاطر بازی در مجموعه‌های تلویزیونی مانند لبخند پر کشیده از نگاهت، خانواده غریبه من، خانه شیرین و بازی مرکب شناخته می‌شود. او در فیلم‌های برادران و کنیز نیز حضور پیدا کرده‌است.